# مدينة الفضاء

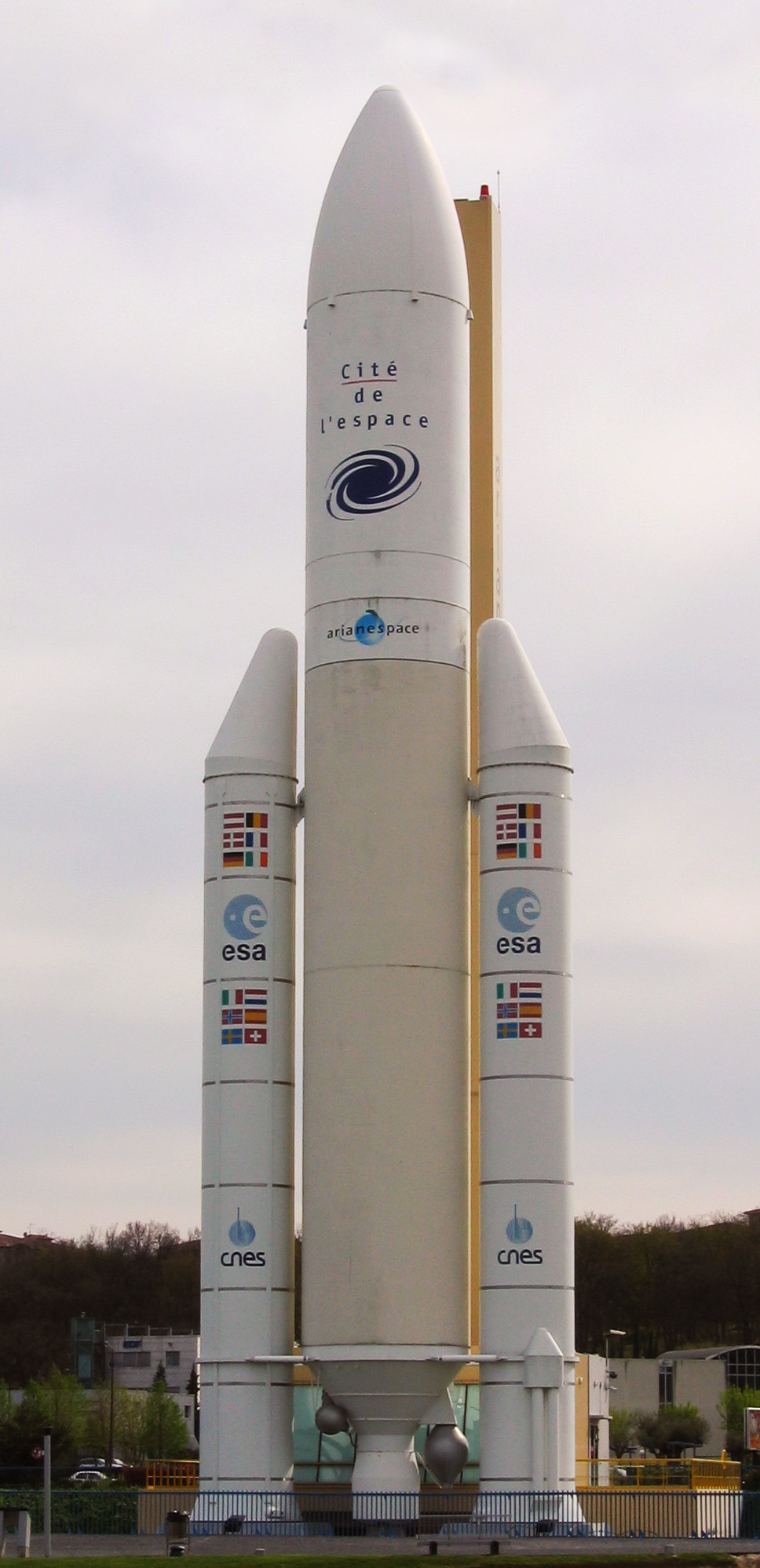
أريان 5 منتصبة في مدينة الفضاء

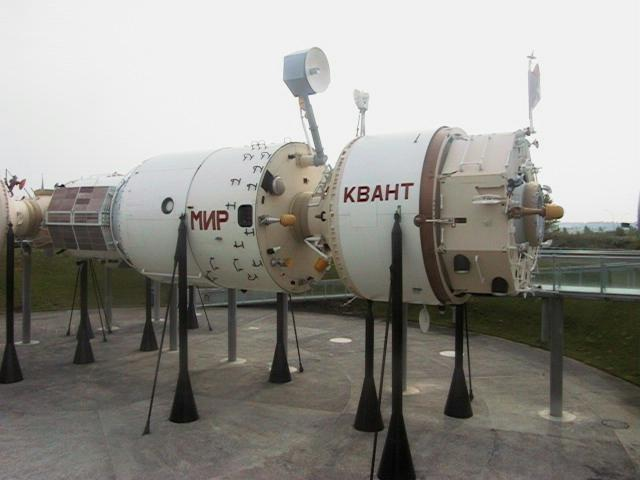
بالحجم الكامل محطة مير الفضائية، مدينة الفضاء

مدينة الفضاء (City of Space) هي حديقة ألعاب موجّهة نحو الفضاء وغزو الفضاء.دشّنت في جوان 1997 و واقعة على الأطراف الشرقية لمدينة تولوز الفرنسية. زارها أكثر من مليوني زائر.